# 文茨洛
文茨洛（德語：Wenzlow）是德国勃兰登堡州的一个市镇，隶属于波茨坦-米特尔马克县。总面积为20.54平方千米，截至2020年总人口为529人。